# Nicanor Duarte Frutos
Óscar Nicanor Duarte Frutos (Coronel Oviedo, 11 d'octubre de 1956) és un polític de Paraguai, president de la República des de 2003 fins a 2008.

## Biografia
És fill d'un policia afiliat a l'Associació Nacional Republicana-Partit Colorado (Asociación Nacional Republicana-Partido Colorado), el més important i influent del país. La seva mare era costurera. Posterioirment es va bolcar a la política. Està afiliat al mateix partit que el seu pare des dels 14 anys. Actualment està casat amb Gloria María Penayo i té 6 fills.
És advocat, filòsof, periodista i docent de sociologia. Va cursar els seus estudis a la Universidad Nacional d'Asunción i la Universidad Catòlica de Asunción. Va ser ministre d'Educació durant els governs de Juan Carlos Wasmosy (1993-1998) i Luís Ángel Gonzalez Macchi (1999-2003).

## Presidència
Nicanor Duarte Frutos és President de la República del Paraguai, després de guanyar les eleccions generals l'abril de 2003 amb el 37,1% de cots com a candidat del Partit Colorado, agrupació política que governa aquest país sense interrupció des de 1947.
Duarte Frutos va prometre acabar amb la pobresa i la corrupció, reconegudes per ell mateix com a alarmants. Després de l'incendi d'un centre comercial a la capital de Paraguai i el segrest i l'assassinat de la fill de l'expresident Raúl Cubas que va haver d'afrontar el seu govern, Duarte va admetre que aquests incidents i altres són conseqüència directa de la corrupció que colpeja el país.
Tot i ser membre d'un partit conservador, Duarte ha realitzat una política més aviat d'esquerres que contrasta amb la dels seus antecessors de governs precedents. Entre aquestes mesures destaquen el seu rebuig al neoliberalisme en la política econòmica, la seva oposició a lALCA, la cerca de cooperació de governs llatinoamericans com el del president veneçolà Hugo Chávez (venda de petroli a preus preferents), a més a més de les bones relacions amb els governs de Brasil de Lula i de l'Argentina de Néstor Kirchner, així com el reforçament de Mercosur. Malgrat tot, Duarte Frutos va ser durament criticat per diversos governs llatinonamericans per haver permès l'ingrés de tropes nord-americanes al territori de Paraguai per a efectuar exercicis conjunts amb l'exèrcit d'aquest país.
Tot i haver iniciat el seu mandat amb un alt índex de popularitat, Duarte Frutos ha vist caure el percentatges de conciutadans que aproven la seva gestió. Aquesta tendència acompanya el desgast polític del mateix partit, que tot i ser encara el partit més poderós del Paraguai, ha anat perdent hegemonia després de les diverses eleccions des de la restauració de la democràcia.
Actualment, Duarte Frutos es troba al mig d'una polèmica desencadenada degut a la seva elecció com a president de la Junta de Gobierno del Partit Colorado, acció considerada com a inconstitucional per tots els partits de l'oposició. Duarte Frutos va buscar el suport de la Cort Suprema de Justícia per acabar amb les crítiques, fet que va agreujar encara més la crisi.